# 肥田金一郎

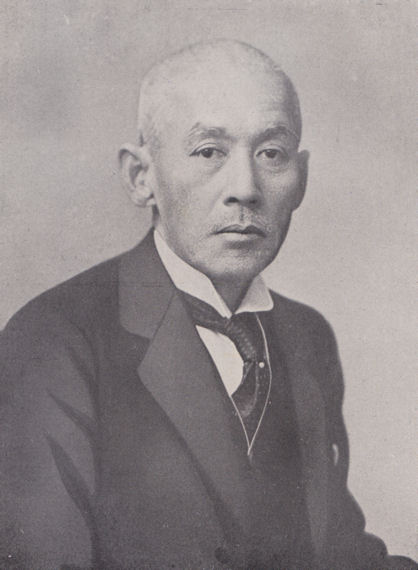
肥田金一郎

肥田 金一郎（ひだ きんいちろう、1874年7月2日 - 1936年8月11日）は、日本の実業家。父・肥田昭作が採掘権を獲得した福島県高玉鉱山を経営する傍ら、福島県馬産の要職に携わる。日本中央競馬会(JRA)福島競馬場に連なる福島競馬倶楽部の公認開催権取得に功績を残し、また後には1908年の馬券禁止以来苦境に陥っていた千葉県中山競馬倶楽部の地位向上に尽くし、日本の最高障害競走・中山大障害を創設するなど、のちに中央競馬の主要場となる中山競馬場の礎を築いた。政治面では、安達郡高川村長や安達郡会議員を務めた。住所は牛込区市谷甲良町41であった。

## 経歴

### 福島県産馬・競馬事業について
1874年、東京市に生まれる。1892年、旧制学習院中等科を卒業し、福島県高玉鉱山に入社、1919年まで経営に携わった。
馬好きだった昭作の影響もあって自身も馬をよく好み、福島在住の間、県馬産事業に深く関わった。1912年に安達郡高川村から産馬組合議員に選出されたのを初めとして、1917年には安達郡産馬畜産組合長に就任した。福島はかつて1万5000頭の馬を生産した本州第一の馬産地であったが、この当時は1万1000頭前後まで減少しており、これを憂えた前組合長・伊藤彌（わたる）がオーストラリアから牝馬の輸入を画策していた。しかし伊藤は計画実現を目前にして没したため、肥田がこの事業を引き継いで各方面との折衝を行い、1919年に第1回の輸入が実現、以後3度にわたって40頭の牝馬が持ち込まれ、競馬や馬匹改良に充てられた。これは福島県に「豪サラ」が持ち込まれた最初の例となった。1920年、肥田は畜産組合長および1915年から務めていた高川村長を辞し、翌1921年に馬政長官より産馬功労者表彰を受けた。

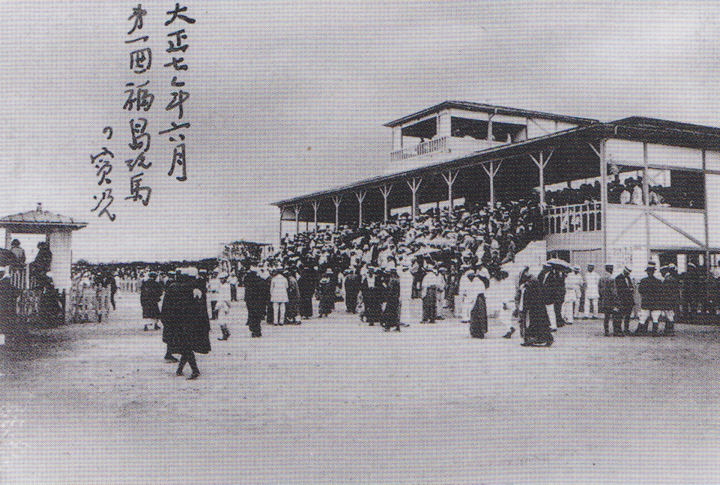
福島競馬倶楽部第1回開催の様子

肥田は馬産地福島県に公認競馬を設置することにも成功した。創立以来経営不振が続いていた静岡県藤枝競馬倶楽部が開催権の売却を希望していることを知ると、県内有力者の説得に努め、1917年12月、権利買収に成功。翌1918年に公認競馬施行体・福島競馬倶楽部が発足した。肥田は1921年より会頭、1923年より副会頭となった。なお、1918年の福島開場以前は、開成山競馬場で開催が行われていたが、肥田はここで自身の所有馬に騎乗してレースに出走する「紳士騎手」としての顔もあった。
また、1920年に競馬協会（帝国競馬協会）の理事に当選し、理事長安田伊左衛門らと共に競馬法の制定に取り組んだほか、馬匹改良上重要でありながら管理がずさんだった馬の血統および能力登録の必要性を説き、協会事業として行わせている。

### 中山競馬倶楽部における業績
1926年、帝国競馬協会理事を辞した肥田は、千葉県の中山競馬倶楽部に招かれ、常務理事に就任した。これ以前、同倶楽部は葛飾村古作（現・船橋市古作）にあった競馬場を行徳町（現・市川市行徳）の海岸沿いへ移転することを計画していたが、その完成を目前にして関東大地震（関東大震災）が発生し、新競馬場は津波によって流失した。この被害によって中山競馬の開催は妨げられ、混乱に乗じた幹部同士の権力闘争も発生するなど、倶楽部は機能麻痺状態に陥っていた。1924年より理事長は欠員が続いており、常務理事は事実上の最高職であった。
肥田はまず新たな競馬場用地の確保に着手、旧競馬場のあった古作の別の土地を改めて候補に選んだ。倶楽部の内紛で長らく競馬開催ができず土地の賃借料支払いが滞っていたことから、周辺地権者の悪感情が強く交渉は難航したが、中山町々長中村勝五郎、加藤貞次、法典村々長高橋恒治といった地元有力者の協力を取り付け、翌年には契約締結に至った。続いて肥田は「東洋一の競馬場」を建設すべく独断で競馬場の着工申請を行ったが、承認理事会において常務理事・阿部純隆が「着工申請は肥田の越権行為である」として不信任動議を提出した。これを受け、肥田は直ちに農林相山本悌二郎に宛て、事態収拾の陳情書を送付。この書簡は「同倶楽部に纏綿たる情実を赤裸々に具陳し謹んで明鑑を仰ぎ、もって同倶楽部の刷新更正の御裁断を懇願する」として、相次ぐ権力闘争などの内幕を詳細に記したものであった。これに対し農林省畜産局は「紛擾に終始し競馬開催が行われないことは競馬法違反であり、12月末日までに正常開催が行われなかった場合、中山競馬倶楽部の公認を取り消す」旨の通牒を返した。ここに至り内紛は沈静化、16日後の10月23日には新生中山競馬場が着工された。その後も肥田に反感を持つ一派は工事妨害を行うなどして裁判にも発展したが、行政による調停もあり大事に至らず、昼夜兼行の工事によって約70日という日数で落成した。
翌年から行われた新競馬場による開催は活況を呈し、また、身元不審な人間も出入りしていた旧習を改め規則励行に務めたことも奏功し、従来「競馬界の癌」との世評まであった中山競馬倶楽部は急速な成長を遂げた。肥田はその後も常務理事として倶楽部を主導、1930年からは正式に理事長となり、死去するまでその職にあった。

#### 中山大障害創設

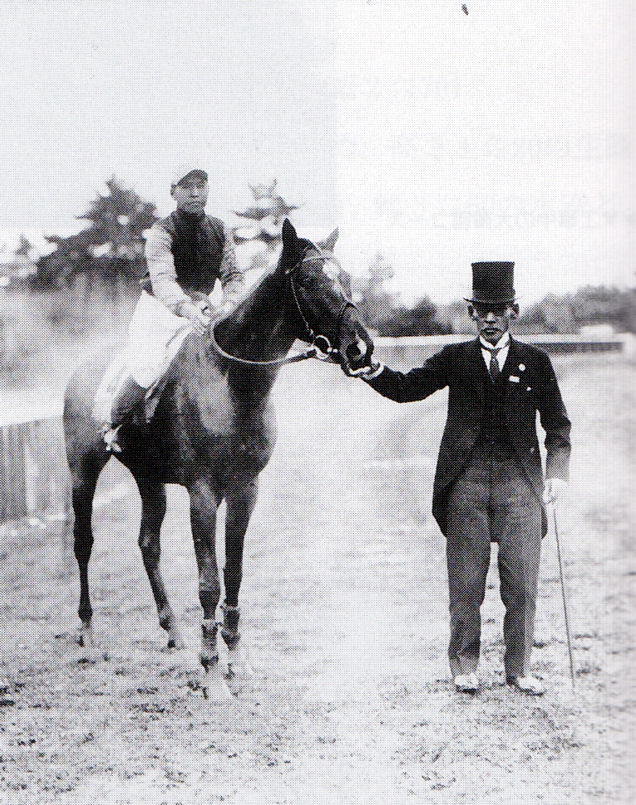
キンテンの轡を取る肥田

古作の土地は、起伏に富んだ独特の地形であり、この上に建設された中山競馬場もまた、直線に急坂を備えるなどした独特のコース形態となった。肥田はこれに着目し、東京競馬倶楽部が東京優駿大競走（日本ダービー）を創設したことを機に、対抗する目玉の競走として、かねて腹案としていた障害の大競走創設を実行に移した。協力を仰いだ騎兵少佐・岡田小七によるコース設計は、距離4100m、大竹柵、大土塁、大生垣という三大障害など8つの障害で計10回の飛越を行い、高低差4.06メートルから5メートルの3つ坂路を2回ずつ上下するという、当時の障害競走の常識をはるかに越えたものであった。出走馬が集まらないであろう、人馬とも未熟であるため危険が伴う、といった反対意見も出たが、1934年12月5日に「大障碍特別競走」として第1回競走が行われた。出走馬4頭と少ない中で肥田の所有馬キンテン（稲葉幸夫騎乗）が初代の優勝馬となった。その後「大障害特別」は「中山大障害」と名を変えて春秋2回の開催となり、日本における障害の最高格競走（2001年以降、障害で唯一のGI級競走）として定着、春季競走は2001年より「中山グランドジャンプ」と改名されて国際競走となった。
このほか、中山競馬場では日本ダービーに先駆けて行われた4歳馬限定の本格的ステークス競走「中山秋季特別」（1929年創設）や、平地競走で日本最長距離の4000mで施行された「中山四千米」（1930年創設）など数々の名物競走が行われた。他の倶楽部ではこうした競走の副賞に銀杯を提供することが専らであったが、中山では陶製の花器や金属の馬像なども用意され、「とにかくこの倶楽部は変わったことをするので有名だ」（『競馬フアン』昭和12年12月号）とも評された。

### 死去
肥田は理事長在任中の1936年8月11日、直腸癌により62歳で死去した。その死後従六位を追贈され、翌1937年3月23日にはその功績を讃えて中山競馬場に胸像が建立された。また同年、松平頼寿を理事長として公認11倶楽部を統合した新組織・日本競馬会が発足。肥田は生前、松平と共に出席した臨時馬政調査会などの場において、全国倶楽部の統合組織を設立すべしとの主張を繰り返しており、死後その実現へ至る運びとなった。帝国競馬協会は肥田の葬儀に際し、「今春議会を通過したる競馬機構の変革今方に其の実施を見んとす 君は実に機構革新の主唱者なり」とその死を悼んだ。墓所は東京都港区南青山の玉窓寺で、青山霊園1-ロ-10側の道路沿いにあり、正面「肥田家之墓」。

## 賞詞など
※『馬事功労十九氏事蹟』の略歴より
- 1918年 - 畜産功労者表彰（中央畜産会、福島県産馬畜産組合連合会）
- 1921年 - 産馬功労者馬政長官表彰
- 1925年 - 紺綬褒章（高川村役場および村立小学校々舎の建築費用4800円余の寄付による）
- 1935年 - 観菊御会招待